# Bonner Platz (metrostation)
Bonner Platz is een metrostation in de wijk Schwabing-West van de Duitse stad München. Het station werd geopend op 8 mei 1972 en wordt bediend door lijn U3 van de metro van München.